# Bodo Seidenthal
Bodo Seidenthal (* 26. Juni 1947 in Königslutter; † 10. Mai 2024) war ein deutscher Politiker (SPD).

## Leben und Karriere
Bodo Seidenthal schloss die Realschule mit der Mittleren Reife ab und machte eine Lehre als Werkzeugmacher. Nach der Facharbeiterprüfung arbeitete er mehrere Jahre als Werkzeugmacher bei Volkswagen in Wolfsburg. Auf dem zweiten Bildungsweg erwarb er die Fachhochschulreife und schloss ein Maschinenbaustudium als Ingenieur (grad.) ab. Daneben leistete er seinen Wehrdienst bei der Bundeswehr. Ab 1978 arbeitete er als Ingenieur in der Forschung und Entwicklungsabteilung der Volkswagen AG in Wolfsburg.
Seidenthal war evangelischen Glaubens, verheiratet und hatte eine Tochter. Er verstarb am 10. Mai 2024 an den Folgen eines Autounfalls.

## Politik
1967 trat er in die SPD und 1970 in die IG Metall ein. Seit März 1987 war er stellvertretender Vorsitzender des SPD-Unterbezirks Helmstedt und Mitglied im Vorstand des SPD-Bezirks Braunschweig. Seit 1974 war er Mitglied des Rates der Stadt Königslutter und dort von September 2001 bis Mai 2003 erster stellvertretender Bürgermeister.
Er gehörte 1987 bis 2002 dem Deutschen Bundestag an. 1998 gelang ihm die Direktwahl im Bundestagswahlkreis Helmstedt – Wolfsburg, bei den anderen Wahlen wurde er über die Landesliste der SPD gewählt. In der 14. Wahlperiode gehörte er dem Präsidium des Bundestags als Schriftführer an. Im Dezember 2000 wurde ihm das Bundesverdienstkreuz am Bande verliehen. 2011 erhielt er die Willy-Brandt-Medaille.